# 混合雲
混合雲（Hybrid cloud）由兩個或更多雲端系統組成雲端基礎設施，這些雲端系統包含了私有雲、社群雲、公用雲等。這些系統保有獨立性，但是藉由標準化或封閉式專屬技術相互結合，確保資料與應用程式的可攜性，例如在雲端系統之間進行負載平衡的雲爆技術。

## 外部連結
- 混合雲定義、類型介紹 （页面存档备份，存于）